# Ынтымак (Базар-Коргонский район)
Ынтымак (кирг. Ынтымак) — село в Базар-Коргонском районе Джалал-Абадской области Кыргызстана. Входит в состав Сайдыкумского айылного аймака.

## География
Село расположено в юго-восточной части области, на берегу Пахтаабадского канала, вблизи государственной границы с Узбекистаном, на расстоянии приблизительно 15 километров (по прямой) к юго-западу от города Базар-Коргон, административного центра района. Абсолютная высота — 551 метр над уровнем моря.

## История
До 9 января 2024 года село носило название Чек.

## Население
Согласно оценочным данным Национального статистического комитета Кыргызской Республики, численность населения села на начало 2023 года составляла 1185 человек.
| год     | 2009 | 2014 | 2015 | 2020 | 2021 | 2023 |
| ------- | ---- | ---- | ---- | ---- | ---- | ---- |
| человек | 891  | 952  | 999  | 1152 | 1178 | 1185 |